# ديفيد ر. باركر
ديفيد ر. باركر (بالإنجليزية: David R. Barker)‏ هو اقتصادي وشخصية أعمال أمريكي، ولد في 7 مايو 1961.